# Harrison Birtwistle
Harrison Birtwistle (Accrington, 15 luglio 1934 – Mere, 18 aprile 2022) è stato un compositore e clarinettista inglese.

## Biografia
Molto attivo nei primi anni come clarinettista, viene notevolmente influenzato da Igor' Fëdorovič Stravinskij e dalla tragedia greca, da cui trae ispirazione nelle sue opere liriche.

## Opere
- Opere Liriche
  - Judy (1968)
  - The Mask of Orpheus (1986)
  - Yan Tan Tethera (1986)
  - Gawain (1991)
  - The Second Mrs.Kong (1994)
  - The Minotaur, opera in 2 atti (2008 al Royal Opera House, Covent Garden di Londra diretta da Antonio Pappano con John Tomlinson trasmessa anche dalla televisione BBC)

## Colonne sonore
- Riflessi in uno specchio scuro (The Offence), regia di Sidney Lumet (1972)